# Orlitia borneensis
Genre
Synonymes
- Heteroclemmys Peters, 1874
- Brookeia Bartlett, 1896
- Adelochelys Baur, 1896
- Liemys Boulenger, 1897

Espèce
Synonymes
- Clemmys gibbera Peters, 1874
- Hardella baileyi Bartlett, 1895
- Adelochelys crassa Baur, 1896
- Liemys inornata Boulenger, 1897

Statut de conservation UICN

CRA2acd : 
En danger critique
Statut CITES
Orlitia borneensis ou Émyde géante de Bornéo, unique représentant du genre Orlitia, est une espèce de tortues de la famille des Geoemydidae.
C'est la plus grande des géoémydidés : la longueur de sa carapace  peut mesurer jusqu'à 80 cm.

## Répartition et habitat
Cette espèce se rencontre :
- en Indonésie, dans l’État du Kalimantan et sur l'île de Sumatra ;
- en Malaisie.

Sa présence est incertaine au Brunei.
Elle habite les grosses rivières et les lacs.

## Description
Cette grosse tortue fluviale est étonnamment peu connue.

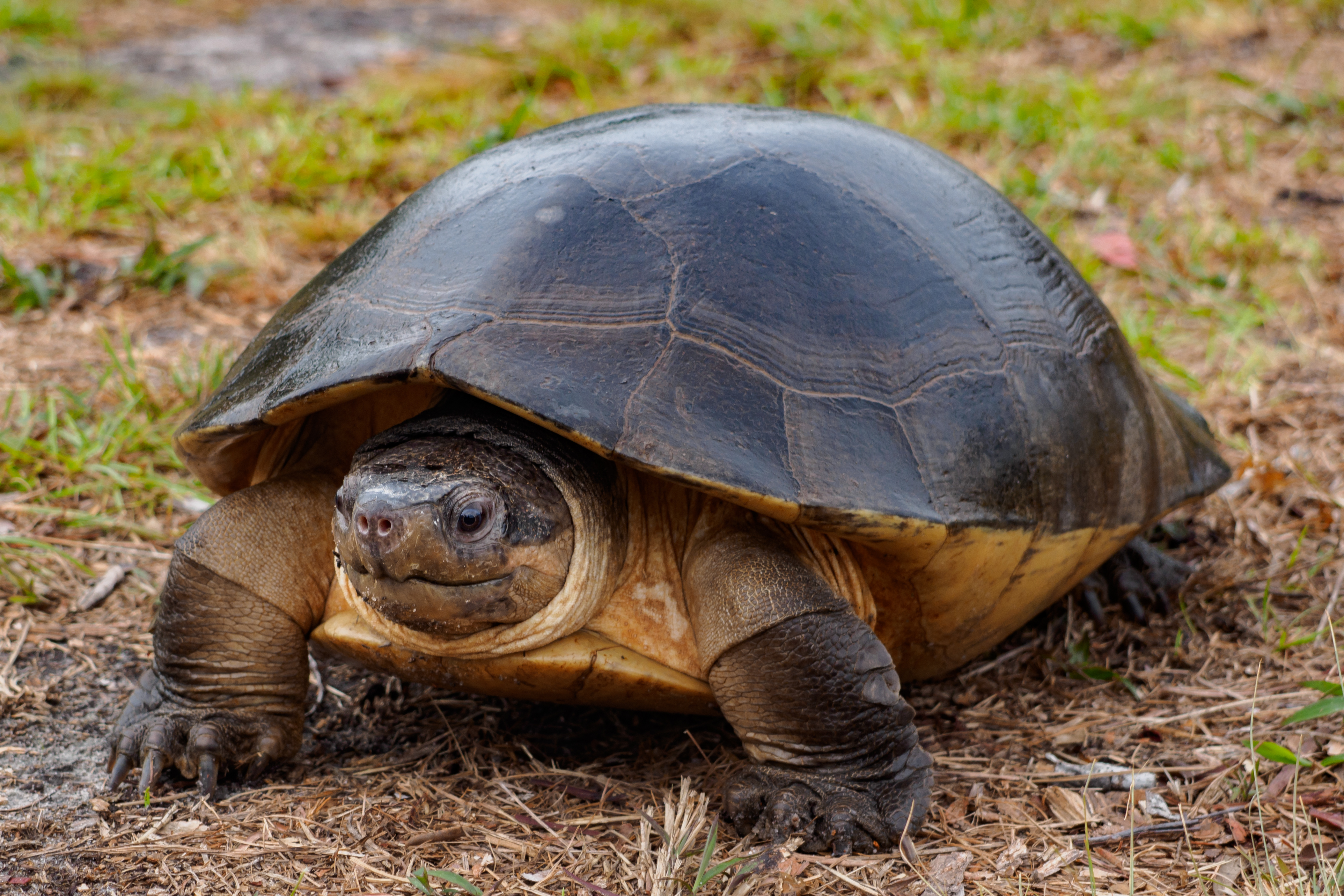

Sa dossière est presque noire et son plastron est jaunâtre à taches noires.
Elle est omnivore. Elle pond de 12 à 15 gros œufs friables.

## Étymologie
Son nom d'espèce, composé de borne[o] et du suffixe latin -ensis, « qui vit dans, qui habite », lui a été donné en référence au lieu de sa découverte, l'île de Bornéo.

## Publication originale
- Gray, 1873 : On a new freshwater tortoise from Borneo (Orlitia borneensis). Annals and Magazine of Natural History, ser. 4, vol. 11, p. 156–157 (texte intégral).

## Menace et conservation
Cette grosse et massive tortue est largement exploitée pour la consommation humaine. L'Union internationale pour la conservation de la nature classe l'espèce en catégorie CR (en danger critique) dans la liste rouge des espèces menacées depuis 2020. Les populations se sont effondrées de 80% en 90 ans. L'espèce a presque complètement disparu de Malaisie et régresse en Indonésie.